# Vincenzo Tittoni

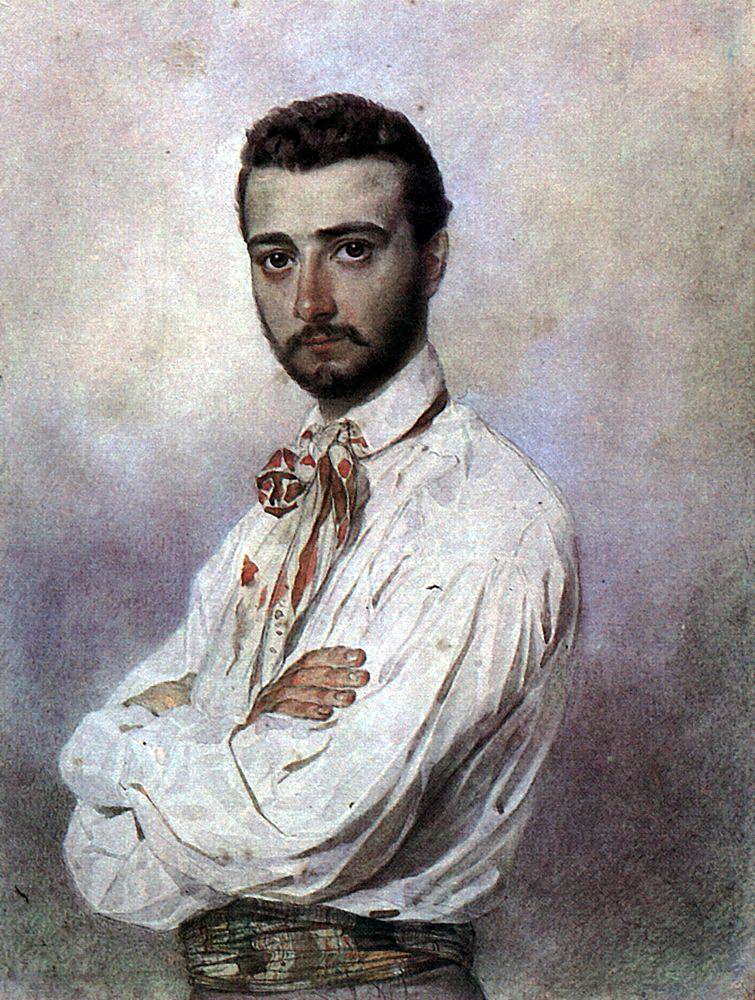
Vincenzo Tittoni.

Vincenzo Tittoni, född den 3 november 1828 i Manziana, död den 4 juli 1905 i Rom, var en italiensk politiker. Han var far till Tommaso Tittoni.
Tittoni spelade en framträdande roll i den italienska enhetsrörelsen. Han tvingades 1859 gå i landsflykt från Kyrkostaten, återvände 1870 till Rom och blev 1886 italiensk senator.